# Sassuolo
Sassuolo (en emiliano-romañol, Sasól) es una ciudad industrial de 40 278 habitantes en la provincia de Módena, a 17 km al sur de la ciudad de Módena, en la región italiana de Emilia-Romaña.
Forma parte del llamado comprensorio delle ceramiche, complejo industrial de antigua data que conoció una fuerte expansión luego de la Segunda Guerra a lo largo del valle del río Secchia. Su riqueza proviene del hecho de haber sido por décadas el centro italiano y global de la producción de tejas. Sin embargo, se ha visto afectada por la fabricación de tejas más baratas primero en España y luego en China.
Desde la década de 1950 ha prácticamente triplicado su población gracias al boom de la industria ceramista y a la inmigración, primero del Apenino emiliano, luego del sur de Italia y en los últimos años del extranjero.
Entre sus lugares de interés está el Palacio Ducal de Sassuolo, terminado y decorado en el siglo XVII como residencia de verano de los duques de Este. Su arquitecto fue Bartolomeo Avanzini (1634) y los frescos de su interior son del pintor barroco francés Jean Boulanger, de Angelo M. Colonna y de Agostino Mitelli. Tiene una amplia piscina rodeada de falsas ruinas llamada il fontanazzo. Destacan además la Sala della Fortuna, Camera dell'Amore, Camera delle Virtù estensi, Camera del Genio, además de la Galleria y el Salone delle Guardie.
Es típico de Sassuolo el "sassolino", licor al anís, perfecto para los postres y gustoso con el café.

## Demografía
| Gráfica de evolución demográfica de Sassuolo entre 1861 y 2001 |
|                                                                |
| Fuente ISTAT - elaboración gráfica de Wikipedia                |

## Personajes famosos
- Edmundo Pellacani (1926-1976), inventor, metalmecanico, en Córdoba Argentina.
- Venerio Martini (1899-1972), ceramista y pintor
- Giuseppe Medici (1907-2000), político y profesor
- Antonio Carnevali (1910-1977), exfutbolista
- Otello Zironi (1917-1990), exfutbolista
- Norma Barbolini (1922-1993), partisana
- Leo Morandi (1923-2009), inventor y empresario
- Camillo Ruini (1931), cardenal
- Angelo Ottani (1936), exfutbolista y entrenador
- Vittorio Messori (1941), escritor y periodista
- Luciano Monari (1942), obispo
- Pierangelo Bertoli (1942–2002), cantautor
- Giorgio Mariani (1946-2011), exfutbolista
- Caterina Caselli (1946), cantante, productora discográfica, actriz y presentadora
- Emilio Rentocchini (1949), poeta y escritor
- Graziano Pattuzzi (1955), político
- Leo Turrini (1960), periodista y escritor
- Giancarlo Corradini (1961), exfutbolista y entrenador
- Andrea Montermini (1964), piloto
- Fabrizio Giovanardi (1966), piloto de carreras
- Alberto Morselli (1966), cantante y músico
- Giandomenico Costi (1969), exfutbolista y entrenador
- Davide Morandi (1969), cantante
- Marco Corbelli (1970-2007), compositor, músico e intérprete
- Filippo Neviani (Nek) (1972), cantante y compositor
- Andrea Bertolini (1973), piloto de carreras
- Marco Baroni (1983), cantante
- Gianni Munari (1983), futbolista

## Deportes
El Sassuolo, el club de fútbol local, se desempeña en la Serie A, la máxima categoría del fútbol italiano. Sus partidos de local los juega en el Estadio Città del Tricolore en la ciudad de Reggio Emilia.